# 앙리 뒤파르크

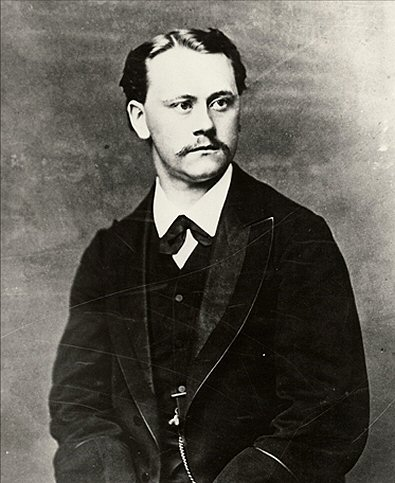
앙리 뒤파르크 (1880)

앙리 뒤파르크(Henri Duparc, 1848년 1월 21일~1933년 2월 12일)은 프랑스의 작곡가이다. 세사르 프랑크의 제자들 가운데에서 가장 천재적인 음악가라고 한다. 그가 남긴 10여 곡의 가곡은 프랑스 가곡을 단숨에 독일가곡과 비견될 만한 것으로 올려놓았다.
파리 태생인 뒤파르크는 처음에 법률을 배웠으나 다른 누구보다도 빨리 프랑크에게 매혹되어 사사하였다. 댕디를 프랑크에게로 이끈 사람도 바로 그였다. 이리하여 1870년 전후에 이미 프랑크 아래에서 첼로 소나타나 그 밖의 몇몇 관현악곡, 피아노곡을 쓴 것으로 추정된다. 그것들은 리스트의 교향시나 슈만의 피아노 음악의 영향을 받았다고 하나 훗날에 가서는 거의가 파기(破棄)되었다.
1872-1875년, 법률학에서 손을 떼고 작곡 공부에 전념하였다. 프랑크를 스승으로 받들었음은 물론이다. 다만 프랑크의 정신주의는 뒤파르크의 내부에 깊이 간직된 서정적 본성의 자연스러운 성장을 약간이나마 왜곡시켰다는 인상을 주고 있다. 그러나 오히려 바그너의 영향과 뒤파르크의 본성과의 행복한 합체가 후자의 서정적이며 더구나 극적인 스타일을 형성함에 있어 큰힘이 되었다고도 한다(M. 쿠퍼). 확실히 뒤파르크는 바그너에게도 깊이 매혹되었다. 최초의 가곡 <슬픈 노래>(1868)에 이미 바그너 화성법에의 동화(同化)를 볼 수 있음은 가끔 연구가들이 지적하는 바이다. 그리고 그가 애용한 이명동음적(異名同音的) 전환(轉換)이 바그너나 리스트풍의 감각에 바탕을 두고 있음에 반하여 프랑크류의 반음계적으로 움직이는 낮은음은 별로 쓰이지 않고 있는 것이다.
뒤파르크에게도 교향시 <레노르>(1875)와 같은 작품이 있기는 하나 가곡의 뛰어남에 비하여 전혀 보잘 것이 없는 듯하다. 가곡은 1868년부터 1883년에 걸쳐 씌어진 13곡과 별도로 1870년의 5곡 등 모두 18곡이 있다(<라루스 음악사전>, 1957년판). 그러나 보통은 다음의 16곡이 입에 오르내린다. 즉 <슬픈 노래>, <탄식>, <갤롭>, <전쟁터가 된 나라에서>, <여행에의 유혹>, <파도와 종>, <엘레지(悲歌)>, <망아(忘我)>, <로즈몬드의 저택>, <피렌체의 세레나데>, <피디레>, <라멘트(哀歌)>, <전세(前世)>, <세레나데>, <미뇽의 로맨스>, <유언> 등이다. 이것들은 르콘드 드 리르, 테오필 고티에, 장 라오르, 보들레르 등의 시(詩)를 바탕으로 하고 있다. 뒤파르크의 가곡은 시구(詩句)의 처리에 있어 슈베르트의 발라드풍의 가곡, 피아노 부분, 그 중에서도 후주(後奏)에 관해서는 슈만의 가곡, 그리고 화성법과 관현악의 색채는 바그너의 영향이 보이지만, 물론 그런 것을 자신의 것으로 소화시켜 프랑스시의 어감(語感)과 음악성을 정확하게 파악하여 시에서 율동과 해조(諧調)와 억양을 택하고 거기서 말과 음악이 밀접하여 불가분의 협동을 이루어 세련된 뉘앙스 속에서 우수(憂愁)가 감도는 정감이나 이미지를 선명하게 부각시킨다. 이 협동이 때로는 어구(語句)와 음악의 형태상 자유로운 연관 위에 이루어지고 있다는 점은 가브리엘 포레와 일맥상통한 점이라 하겠다. 프랑스 가곡을 오늘의 지위에 끌어올린 4인의 작곡가 가운데에서 뒤파르크-포레라는 한 범주가, 에르네스트 쇼송-클로드 드뷔시의 그것과 구별되는 이유가 바로 이 점에 있다. 뒤파르크가 가곡 외에는 소수의 작품을 남기고 나머지를 모두 파기해 버린 것이 자신에 대한 준엄한 비평의 결과임은 말할 나위도 없다. 다만 그 당시 그의 심정은 어떤 상처를 입고 있었음을 미루어 짐작할 수 있다.
아무튼 1885년 이후, 신경증 때문이라고는 하나 뒤파르크는 재차 작곡을 하지 못하고 에스파냐에 가까운 몽 드 마르상에 은거하면서 비극적인 기나긴 불모의 후반생을 보냈다.